# Акакије Млади
Свети мученик Акакије Млади (крај 3. - почетак 4. века) је хришћански светитељ, мученик, погубљен под царем Ликинијем због отвореног исповедања хришћанства. 
Спомен у православној цркви празнује се 10. августа (28. јула по старом каленару).
Из његовог живота знамо само о мучењу које је претрпео, а који му није нанео штету. Светац је погубљен одсецањем главе по житију, из ране су потекле крв и млеко.
У житију светог Акакија стоји „Свети мученик Акакије, млад по годинама, пострада у време цара Ликинија, пред кога би изведен на суд. Пошто исповеди Христа, Акакије би по наређењу Ликинијевом обешен и струган, па затим предат игемону Терентију. Овај врже мученика у котао пун вреле смоле, зејтина и оцта; али светитељ, чуван благодаћу Божјом, остаде неповређен. После тога јунак Христов би натеран да трчи за игемоном који је путовао у Апамеју и Аполонију Стигавши тамо, мученика уведоше у идолопоклонички храм, и он молитвом својом сакруши све идоле који се тамо налажаху. Потом свети мученик би изведен пред трибуна Зиликинтија. Овај видећи да мученик упорно остаје при својој вери у Христа, нареди те га силно избише. Затим пусти на њега једнога лава; али пошто остаде неповређен, трибун нареди те га поново тукоше. После тога, по трибуновом наређењу, мученик би бачен у ужарену пећ, али остаде неопаљен. Трибун, мислећи да је пећ хладна, приближи јој се да се сам увери у то, али тог часа изгоре и тело му се претвори у пепео.
После погибије трибунове свети мученик би предат на суд Посидонију. Овај видећи да мученик остаје непоколебљив у Христовој вери, окова га у тешке окове и посла у град Милет. Тамо он, уведен у један идолски храм, нареди те идоли попадаше на земљу и разбише се. Затим одведен у други идолопоклонички храм, он и тамо учини то исто. Због тога му одсекоше свету главу, и уместо крви из врата му истече млеко. И тако блажени страдалник доби венац мучеништва. Свете пак мошти његове узе презвитер Леонтије, помаза их миром и сахрани у граду Синади.”